# Pulpit semantyczny
Pulpit semantyczny – pojęcie dotyczące idei związanych ze zmianą interfejsu użytkownika oraz sposobów obsługi danych w celu łatwiejszego ich współdzielenia między programami i procesami, które nie mogą być od razu przetworzone przez komputer. Dotyczy również koncepcji dotyczących możliwości automatycznego współdzielenia informacji pomiędzy różnymi osobami. Idea pulpitu semantycznego jest silnie związana z Semantic Web, ale skupia się użytku osobistym informacji.